# بهترین دوست من
بهترین دوست اهریمنی من (آلمانی: Mein liebster Feind - Klaus Kinski) فیلمی در ژانر مستند به کارگردانی ورنر هرتسوک است که در سال ۱۹۹۹ منتشر شد. هرتسوک در این فیلم به رابطه خود با کلاوس کینسکی و ماجراهایی که این بازیگر با رفتار عجیبش با دیگران داشته، می‌پردازد.

## بازیگران
- ورنر هرتسوک
- ایزابل آجانی
- کلودیا کاردیناله
- میک جگر
- کلاوس کینسکی
- جیسون روباردز
- ماکسیمیلیان شل